# Zelliger Ernő
Zelliger Ernő, Zelliger Ernő Arnold Elemér (Pozsony, 1892. augusztus 23. – Budapest, 1972. december 6.) somorjai ügyvéd, közjegyző, polgármester.

## Élete
Szülei Zelliger Arnold (1865–1953) pozsonyi igazgató, tanító és Zechmeister Erna (Ernestina; 1869–1953) voltak. Felesége 1921-től Ivánfi Ilona.
1902-től a pozsonyi katolikus főgimnáziumban tanult, ahol 1910-ben érettségizett, s a Pásztéry-alapítványt is elnyerte. Osztálytársa volt többek között Házi Jenő (1892–1986) levéltáros és Käsmayer József (1891–1950) pap. 1912-ben a Pozsonyi Királyi Jogakadémián vizsgázott. 1915-ben a Budapesti Királyi Magyar Tudományegyetemen jogtudományi doktori oklevelet szerzett.
Somorján lett ügyvéd, majd 1924-ben a somorjai testgyakorlók szinielőadásában szerepelt.
1928-tól Somorja városbírája lett. Támogatta a Csallóközi Múzeum ügyét. 1926 előtt már az Országos Keresztényszocialista Párt helyi, majd az Egyesült Magyar Párt járási elnöke volt. 1936-tól a Somorja-uszori helyiérdekű vasút Rt. ügyvezető igazgatója. 1937-ben jelen volt a somorjai evangélikus egyház első világháborúban elesettek emléktáblájának felavatásán.
A Müncheni egyezményt követően 1938. október 3-án Somorja lakossága is kitűzte a magyar zászlókat és kokárdákat. Polgármesterként még a rend fenntartására és a törvények betartására intette a magyar lakosságot, s a csehszlovák hatóságokat is nyugalomra kérte. 1939-től egyben somorjai királyi közjegyző volt.
1945 novembere után Sopronban kirendelt helyettes közjegyző lett.
A második világháború idején a dunaszerdahelyi 14-sek tartalékos hadnagya. A somorjai önkéntes tűzoltótestület elnöke, a Somorjai Testgyakorlók Körének tiszteletbeli elnöke volt.
1929-től a Somorja és Vidéke hetilap szerkesztője volt.
Halálát tüdőgyulladás okozta. Felesége Bacsók Erzsébet volt, akivel 1944-ben kötött házasságot Somorján.